# 3787 Aivazovskij
3787 Aivazovskij eller 1977 RG7 är en asteroid i huvudbältet som upptäcktes den 11 september 1977 av den rysk-sovjetiske astronomen Nikolaj Tjernych vid Krims astrofysiska observatorium på Krim. Den har fått sitt namn efter Ivan Ajvazovskij.
Asteroiden har en diameter på ungefär 12 kilometer.